# Latet anguis in herba

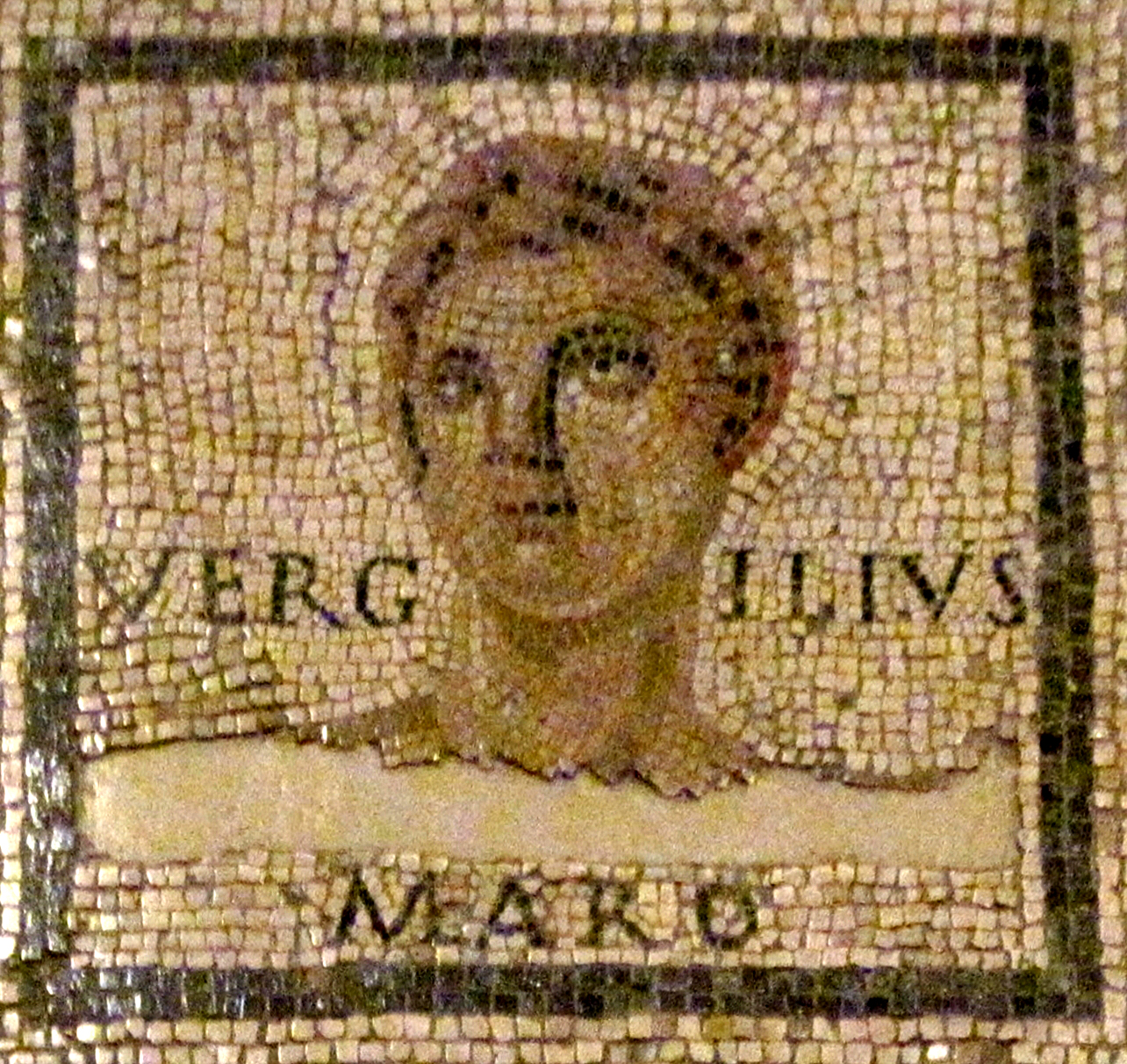
Rappresentazione di Virgilio (Monnus-Mosaic, Rheinisches Landesmuseum Treviri)

Latet anguis in herba è una locuzione latina. Tradotta, significa «La serpe si nasconde nell'erba» (Virgilio, Bucoliche, 3, 93).
Tale espressione è spesso usata per segnalare metaforicamente la presenza di un pericolo che si annida in un determinato contesto.